# Elina Hirvonen
Elina Hirvonen, född 20 april 1975 i Helsingfors, är en finländsk författare, journalist och dokumentärfilmare. Hon är utbildad vid Helsingfors universitet för konst och design, och även Åbo universitet, där hon studerade litteratur vid Humanistiska fakulteten.
Hirvonens första roman Että hän muistaisi sammen publicerades första gången i Finland år 2005. Det blev listad för Finlandia-priset och rättigheterna har sålts till nio länder.
Hennes första dokumentärfilm, Paradise: Tre resor i denna värld handlar om migration från Afrika till Europa. Det hade premiär i Helsingfors 2007. Den här filmen vann också första priset i kategorin 'medium length films' of the Rhodes Ecofilms and Video Arts festival videokonstfestival i juni 2008.